# Koyna-Talsperre
Die Koyna-Talsperre ist eine große Talsperre im westlichen Indien. Sie befindet sich bei Koyna Nagar im Bundesstaat Maharashtra, 200 km südlich dessen Hauptstadt Mumbai. Der Stausee heißt Shivaji Sagar.

## Staumauer
Als Absperrbauwerk hat sie eine Gewichtsstaumauer aus Beton. Sie wurde 1962/63 gebaut und 1963 zum ersten Mal eingestaut. Gestaut wird der Fluss Koyna, ein Zufluss des Krishna. Die Talsperre wird zur Erzeugung von Wasserkraft genutzt.

## Erdbeben

### Das Erdbeben von 1967
Die Talsperre wurde am 10. Dezember 1967 um 22:51 UTC (am 11. Dezember um 4:21 Uhr Ortszeit) von einem Erdbeben erschüttert, das höchstwahrscheinlich von der Talsperre selbst induziert worden war (Kaiser-Effekt, induzierte Seismizität). Das bedeutet, dass das Erdbeben durch die Last des Stausees ausgelöst wurde. Es gilt mit seiner Magnitude zwischen 6,5 und 7,5 nach der Richterskala und Beschleunigungen von 0,65 g als eines der weltweit stärksten Talsperren-induzierten Beben.
Zu der Zeit des Erdbebens war der Stausee nicht ganz gefüllt. Der Wasserstand lag bei 91,75 m über Sohle, 11,25 m waren bis zur Mauerkrone frei.
Das Erdbeben verursachte große Schäden an der Staumauer, führte aber nicht zum Bruch, obwohl die Staumauer nicht für so große Beschleunigungen bemessen war, sondern lediglich für 0,05 g. Auf einer Höhe von 66,5 m hat die Staumauer auf der Luftseite einen Knick in der Kontur. An diesem Knick entstanden Risse. Diese gingen auf einer Höhe zwischen 60 und 66 m bis zur Wasserseite durch.
Es entstanden auch einige Lecks. Wasser sickerte aus diesen. Ein Kran stürzte um, eine Flutwelle hingegen gab es nicht. Von dem Erdbeben wurden allerdings zwischen 177 und 200 Menschen getötet. Ursächlich hierfür war jedoch nicht die Talsperre selbst. Die Staumauer wurde später umfangreich untersucht, repariert und verstärkt.

### Weitere Erdstöße
Seit 1967 wurden 17 Erdbeben M ≥ 5, über 150 Beben M ≥ 4 und einige Tausend kleinere Ereignisse gemessen.
Unter der Staumauer und dem Stausee soll sich eine holozäne Störung befinden. Es wird angenommen, dass die Bebenserie noch  3–4 Jahrzehnte anhält, bis sich die gespeicherten Spannungslasten in kleineren Beben abgebaut haben.